# Mimosebasmia purpurea
Mimosebasmia purpurea là một loài bọ cánh cứng trong họ Cerambycidae.